# 845
Раннє Середньовіччя •  Епоха вікінгів •  Золота доба ісламу •  Реконкіста

## Геополітична ситуація
У Східній Римській імперії триває правління Михаїла III. Каролінзька імперія розділена на три королівства: Західно-Франкське, Серединне та Східно-Франкське. Північ Італії належить Серединному королівству, Рим і Равенна під управлінням Папи Римського, герцогства на південь від Римської області незалежні, деякі області на півночі та на півдні належать Візантії. Піренейський півострів окрім Королівства Астурія та Іспанської марки займає Кордовський емірат. Вессекс підпорядкував собі більшу частину Англії, почалося вторгнення данів. Існують слов'янські держави: Перше Болгарське царство, Велика Моравія, Блатенське князівство.
Аббасидський халіфат очолоє аль-Васік. У Китаї править династія Тан. Велика частина Індії під контролем імперії Пала, почалося піднесення Пратіхари. В Японії триває період Хей'ан. Хозарський каганат підпорядкував собі кочові народи на великій степовій території між Азовським морем та Аралом. Територію на північ від Китаю захопили єнісейські киргизи.
На території лісостепової України в IX столітті літописці згадують слов'янські племена білих хорватів, бужан, волинян, деревлян, дулібів, полян, сіверян, тиверців, уличів. У Північному Причорномор'ї співіснують різні кочові племена, зокрема булгари, хозари, алани, тюрки, угри, кримські готи. Херсонес Таврійський належить Візантії.

## Події
- Китайський імператор У-цзун видав указ проти маніхейства, несторіанства і буддизму. В імперії зачинено понад 4600 монастирів, 40 тис. храмів, 260 тис. ченців змушені повернутися до мирського життя.
- Король Західного Франкського королівства Карл уклав мир зі своїм небожем Піпіном II, за яким Піпін зберіг за собою більшу частину Аквітанії.
- Бретонський суверен Номіное завдав поразки військам західно-франкського короля Карла в битві при Баллоні.
- Рада франків заборонила продажу рабів-язичників євреям та іншим язичникам[1].

- Напад норманів на Париж, Гамбурґ і Меле́н.
- Хрещення західно-чеських князів
- Гінкмар став архиєпископом Реймса.

## Виноски
1. ↑  Michel Rouche Histoire du Moyen Âge, Volume 1. Editions Complexe, 2005 (ISBN 978-2-8048-0042-0)